# Stefano Oldani
Stefano Oldani (Milaan, 10 januari 1998) is een Italiaans wielrenner die anno 2024 rijdt voor Cofidis.

## Carrière
In 2016 won Oldani het Italiaans kampioenschap tijdrijden bij de junioren. Hij werd prof in 2020 bij Lotto Soudal, hij kwam over van Kometa Cycling Team. Zijn grootste zege haalde hij in de twaalfde etappe van de Ronde van Italië in 2022. Hier won hij in de sprint van Lorenzo Rota.

## Palmares

### Wegwielrennen
2016
 Italiaans kampioenschap tijdrijden, junioren
4e etappe Grand Prix Rüebliland
Puntenklassement Grand Prix Rüebliland
2022
12e etappe Ronde van Italië
2024
Puntenklassement Ronde van de Ain

### Resultaten in voornaamste wedstrijden
| Jaar | Ronde van Italië | Ronde van Frankrijk | Ronde van Spanje |
| ---- | ---------------- | ------------------- | ---------------- |
| 2020 | 98e              |                     |                  |
| 2021 | 79e              |                     |                  |
| 2022 | 84e (1)          |                     |                  |
| 2023 | 45e              |                     |                  |
| 2024 | opgave           |                     |                  |
| 2025 | 67e              |                     |                  |

| Jaar | Milaan-San Remo | Amstel Gold Race | Ronde van Lombardije | Waalse Pijl |
| ---- | --------------- | ---------------- | -------------------- | ----------- |
| 2020 |                 |                  |                      |             |
| 2021 |                 | 41e              |                      | opgave      |
| 2022 | 43e             | 73e              | 37e                  |             |
| 2023 |                 |                  | 29e                  |             |
| 2024 | 98e             |                  | opgave               |             |

## Ploegen
- 2018 –  Polartec Kometa  (stagiair vanaf 1-8)
- 2019 –  Kometa Cycling Team
- 2020 –  Lotto Soudal
- 2021 –  Lotto Soudal
- 2022 –  Alpecin-Fenix
- 2023 –  Alpecin-Deceuninck
- 2024 –  Cofidis
- 2025 –  Cofidis

Armée · Cras · De Buyst · De Gendt · Degenkolb · Dewulf · Dibben · Ewan · Frison · Gilbert · Goossens · Hagen · Hansen · Holmes · Iversen · Kluge · Maes · Marczyński · Mertz · Oldani · Thijssen · Van der Sande · Van Goethem · Van Moer · Vanhoucke · Vermeersch (vanaf 1 juni) · Wallays · Wellens
Conca · Cras · De Buyst · De Gendt · Degenkolb · Ewan · Frison · Gilbert · Goossens · Grignard · Holmes · Kluge · Kron · Małecki · Marczyński · Moniquet · Oldani · Sweeny · Thijssen · Van der Sande · Van Gils · Van Moer · Vanhoucke · Vermeersch · Verschaeve · Vervloesem · Wellens
Anderson · Ballerstedt · Bax · Bayer · De Bondt · De Tier · Dillier · Gaze · Gogl · Janssens · Krieger · Leysen · Mareczko · Merlier · Meurisse · Oldani · Philipsen · Planckaert · Rickaert · Riesebeek · Sbaragli · Stannard · Taminiaux · Thwaites · Van Den Bossche · D. van der Poel · M. van der Poel · Van Keirsbulck · Vermeersch · Vermote · Vine
Ballerstedt · Bayer · Conci · De Bondt · Dillier · Gaze · Ghys · Gogl · Groves · Hermans · Janssens · Kragh Andersen · Krieger · Leysen · Mareczko · Meurisse · Oldani · Osborne · Philipsen · Planckaert · Plowright · Rickaert · Riesebeek · Sbaragli · Sinkeldam · Stannard · Taminiaux · Van Den Bossche · van der Poel  · Vermeersch
Allegaert · Aniołkowski · Champion · Coquard · De Gendt · Debeaumarché · Elissonde · Fernández · Finé · Fretin · Geschke · Gougeard · Hermans · Herrada · G. Izagirre · J. Izagirre · Knight · Lastra · Mahoudo · Mariault · Martin · Noppe · Oldani · Perez · Renard · Robeet · Thomas · Toumire · Wood · Zingle · Coppens (stagiair) · Gruszczynski (stagiair) · Larmet (stagiair)
Allegaert · Aniołkowski · Aranburu · Buchmann · Carr · Coquard · De Gendt · Debeaumarché · Ferron · Finé · Fretin · Herrada · Izagirre · Izquierdo · Knight · Lastra · Maas · Mahoudo · Maisonobe · Moniquet · Oldani · Ourselin · Perez · Renard · Robeet · Samitier · Teuns · Thomas · Toumire · Touzé